# Bryobia angolensis
Bryobia angolensis är en spindeldjursart som beskrevs av Meyer 1987. Bryobia angolensis ingår i släktet Bryobia och familjen Tetranychidae. Inga underarter finns listade.